# میرزا محمدعلی صدرالممالک

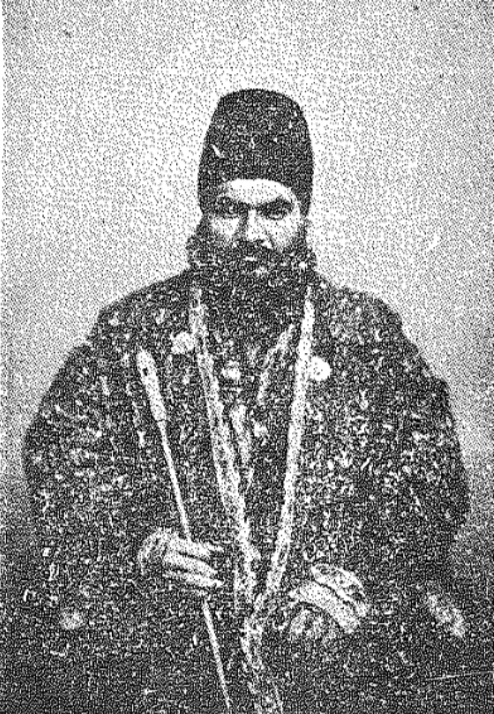
میرزا محمدعلی صدرالممالک قزوینی

میرزا محمدعلی صدرالممالک (درگذشته ۱۳۱۹ قمری در تهران) دولتمرد دوره قاجار بود.
میرزا محمدعلی در سال ۱۲۸۶ قمری ملقب به صدر دیوان‌خانه (صدرالممالک) شد و از این تاریخ تا سال ۱۳۰۰ قمری، صدر دیوان‌خانه بود تا در این سال منصب خود را به پسر بزرگش میرزا محمدشفیع منتقل کرد. او بار نخست در ربیع‌الثانی ۱۳۰۳ قمری به تولیت آستان قدس رضوی رسید که دوره تولیت او تا ماه صفر ۱۳۰۵ قمری به درازا کشید. بار دیگر در صفر ۱۳۱۳ قمری متولی آستان قدس شد و تا ربیع‌الثانی ۱۳۱۴ قمری در این جایگاه بود. او در سال ۱۳۱۹ قمری در تهران درگذشت و در مقبره خانوادگی خود در حرم شاه عبدالعظیم به خاک سپرده شد.